# Patrick Gilles Ella Edubat
Patrick Gilles Ella Edubat (* 1. September 1997), auch bekannt als Patric Ella, ist ein kamerunischer Fußballspieler.

## Karriere
Der Mittelstürmer spielt seit mindestens 2018 in Myanmar, wo er vorher aktiv war ist unbekannt. Dort stand er bisher in der Myanmar National League bei den Erstligisten Ayeyawady United, Zwekapin United, Dagon Star United FC, Yangon United sowie seit 2023 erneut bei Sagaing United unter Vertrag. In der Saison 2024/25 wurde der Kameruner mit 15 Treffern Torschützenkönig der Liga.

## Auszeichnungen
- Torschützenkönig der Myanmar National League: 2024/25 (15 Tore)